# Vikings (pel·lícula)
Vikings (originalment en rus Викинг; transcrit com a Viking) és una pel·lícula històrica russa del 2016 sobre el príncep medieval Vladímir el Gran, dirigida per Andrei Kravtxuk i coproduïda per Konstantín Ernst i Anatoli Maksímov. La pel·lícula és protagonitzada per Danila Kozlovski, Svetlana Khódtxenkova, Maksim Sukhànov, Aleksandra Bórtitx, Ígor Petrenko, Andrei Smoliakov, Kiril Pletniov, Aleksandr Ustiúgov i Joakim Nätterqvist. La pel·lícula està inspirada en relats històrics com la Crònica Primària i les Sagues reials d'Islàndia. S'ha doblat al valencià per a À Punt, que la va emetre el 15 d'agost de 2022.
Vikings es va estrenar a Rússia per l'estudi Central Partnership el 29 de desembre de 2016 i l'estrena mundial va tenir lloc el 6 de gener de 2017. Es van llançar dues versions: una per a major de 12 anys (128 minuts) i una per a majors de 18 anys (133 minuts). Amb un pressupost de 20,8 milions de dòlars, Vikings va ser la tercera pel·lícula russa més cara (després de les dues parts de Utomliónnie sólntsem-2) en el moment de la seva estrena. La pel·lícula va rebre valoracions en diversos sentits per part dels crítics de cinema russos. Va recaptar 32,3 milions de dòlars a taquilla. En concret, a recaptar 25 milions de dòlars a les taquilles de Rússia i dels països que formen la Comunitat d'Estats Independents, i es va convertir en la pel·lícula russa més taquillera del 2016.